# 쥘리에트 그레코
쥘리에트 그레코(프랑스어: Juliette Gréco, 1927년 2월 7일 ~ 2020년 9월 23일)는 프랑스의 샹송 가수, 배우이다. 몽펠리에에서 태어났다. 몽토방과 보르도에서 어린 시절을 보내고, 7세 때부터 파리에서 자랐다. 제2차 세계 대전 후는 생제르맹데프레의 지하 술집에 출입하면서 실존주의의 뮤즈로서 인기가 있었다. 그의 인기에 착안한 '지붕 위의 황소'라는 카바레 경영자로부터 권유받고 노래를 부르기 시작함으로써 일약 스타가 되었다. 1951년에 도빌 콩쿠르에서 <나는 일요일이 싫어>를 불러 에디트 피아프상(賞)을 획득하였으며, 1952년에는 <로망스>로 디스크 대상, 1964년에는 피에르 마크 오를랑 작품을 노래한 음반으로 ACC 디스크 대상을 수상하였다.  프랑스어의 뉘앙스를 살려 시적인 샹송을 들려주는 매혹적인 목소리로 유명하다.

## 노래
- 1950: "Si tu t'imagines"
- 1950: "La Fourmi"
- 1951: "Je suis comme je suis"
- 1951: "Les Feuilles mortes"
- 1951: "Sous le ciel de Paris"
- 1951: "Je hais les dimanches"
- 1953: "La Fiancée du pirate"
- 1954: "Coin de rue"
- 1955: "Chanson pour l'Auvergnat"
- 1960: "Il n'y a plus d'après"
- 1961: "Jolie Môme"
- 1961: "C'était bien" (Le P'tit bal perdu)
- 1962: "Accordéon"
- 1962: "Paris canaille"
- 1963: "La Javanaise"
- 1966: "Un petit poisson"
- 1967: "Déshabillez-moi"
- 1970: "Les Pingouins"
- 1971: "La Chanson des vieux amants"
- 1972: "Mon fils chante"
- 1977: "Non monsieur je n'ai pas vingt ans"
- 1983: "Le temps des cerises"
- 1988: "Ne me quitte pas"
- 2003: "L'Éternel féminin"
- 2009: "Je me Souviens De Tout"
- 2011: "Ça se Traverse et C'est Beau"
- 2013: "Gréco chante Brel"
- 2015: "Merci"